# Kela
Kela és el nom artístic que adopta la cantautora valenciana Raquel Mengual i Briones (Pego, 31 de gener de 1992). Després de publicar dos senzills l'any 2020 i col·laborar en diversos projectes musicals, aposta per un projecte més personal llançant el seu primer àlbum 'El mirall'.

## Biografia
Raquel Mengual Briones (Kela) nascuda a Pego el 31 de gener de 1992, ha estat tota la vida lligada a la música. Des de menuda va iniciar classes de llenguatge musical a l'Escola de Música Agrupació Musical de Pego on es va iniciar amb el piano com a primer instrument, seguit del clarinet amb el qual va formar part de la banda municipal durant més de huit anys.
Mentre estudiava la carrera de Medicina, va començar a mostrar la seua vessant de cantant al 2015 compartint versions d'altres grups a Youtube i Facebook, fet que li va donar l'oportunitat de fer els seus primers concerts. El mateix any es va presentar a la primera edició del concurs Notes per la Igualtat organitzat per la UNED de Dénia resultant guanyadora del mateix. 
El seu primer concert va ser a la presentació de la revista Sons de Xaloc en el seu format físic, a l'Auditori de Benidoleig, on va compartir escenari amb el grup Meteor del qual formava part Joel Gilabert, músic i productor musical, amb qui col·laboraria en altres ocasions i amb qui gravaria les seues primeres cançons com a Raquel Mengual i anys després el primer disc de Kela.
Entre 2015 i 2016 va col·laborar amb diferents grups de Pego, poble de la cantant i conegut per ser bressol de grups musicals.  Una de les primeres col·laboracions va ser amb Entreparèntesi, destacant la seua participació al mític festival Diània, festival de primavera de les comarques centrals valencianes que es va aturar indefinidament al 2019, i amb el grup Reacció amb qui va gravar veus al seu primer disc 'Més enllà de la por'  i va cantar en múltiples concerts, sent el més especial el de presentació del grup que coincidia amb el de comiat d'un dels grans referents al Páis Valencià, La Gossa Sorda. 
Esta nova etapa li ha permés col·laborar també amb els pegolins Smoking Souls als seus directes, al concert de presentació del primer disc de Kela, on compartiren cartell amb Boikot, i al Festivern '22-'23.
Al 2019 es va presentar al concurs Joves Promeses de la MACMA resultant guanyadora en la modalitat de cantautora  i sent finalista al mateix concurs en l'edició de 2021.
Al 2020 es presenta com a Kela dins l'escena musical amb dos senzills: Abismes i L'impacte (enregistrats a Jam Studios).
Al 2022 decideix pausar indefinidifament la seua carrera de metgessa per endinsar-se de ple al món de la indústria musical amb el seu primer disc. 'El mirall' és el títol del seu àlbum debut, editat pel segell Primavera d'hivern i produït de la mà de Joel Gilabert a Anima Studios..  Un nou projecte on traspassa els estàndards de la cançó d'autora submergint-se en el món de l'electrònica amb una fusió intimista i enèrgica amb molt a dir. Els primers avançaments del disc arribaren també arribaren en format videoclip, teixits per les mans de la mateixa artista. 
Amb només unes setmanes de diferència de l'estrena del disc, va ser seleccionada com a finalista per al concurs Sona9  i va ser nominada i guardonada pel Col·lectiu Ovidi Montllor com a artista revelació 2022 als Premis Ovidi. 
Després ha treballat de la mà del reconegut projecte audiovisual Calle Sonora, amb qui publicava un nou vídeo de la cançó Observe, inclosa en l'àlbum ja citat, i que va estrenar amb la revista Enderrock. 

## Influències
'On hi ha somnis hi ha camins' és la frase més repetida de Kela, seguida de 'cante i faig cançons per ser més lliure'. Així l'artista troba a la música i les lletres la millor via per expressar-se i dirigir-se al món. Les seues cançons parlen de les nostres vides, acompanyades d'un missatge potent i necessari on l'artista posa en primera línia l'amor propi, les cures, el creixement personal i la salut mental.
Les seues influències han anat variant al llarg de la seua trajectòria i són una barreja ben heterogènia. Les artistes que ha tingut més presents en els darrers anys són Mireia Vives, Nuria Graham, Judit Neddermann, Carmen Boza, Billie Ellish, Stromae, Alice Wonder, entre d'altres.

## Discografia
EL MIRALL, àlbum debut (Primavera d'hivern, 2022)
- La pell
- L'espiral
- Sabotatge
- Àtoms
- Observe
- T'estimava
- Rebobinar
- 190 graus

SENZILLS
- Abismes - KELA (Jam Studios, 2020)
- L'impacte - KELA (Jam Studios, 2020)